# Castello di Zavattarello
Il Castello di Zavattarello, detto anche Castello Dal Verme, è un fortilizio che domina il paese di Zavattarello in provincia di Pavia.
Interamente restaurato e visitabile, ospita numerosi eventi, come le Giornate Medievali o il Tour del Mistero, è location per matrimoni e sede di un museo.

## Storia
- fine X secolo d.C. Il castello di Zavattarello con il feudo è possedimento della vicina abbazia di San Colombano di Bobbio, in val Trebbia (Pc).
- Viene menzionato in un diploma di Ottone I del 971 redatto nel monastero di Sant'Ambrogio di Milano dove viene confermato il possesso all'abbazia di Bobbio[1].
- 1169 Il castello di Zavattarello cade nelle mani della città di Piacenza. Iniziano le lotte per il possesso del maniero tra i ghibellini Landi e i guelfi Scotti.
- 1264 Il vescovo di Bobbio infeuda Zavattarello a Ubertino Landi, signore della guerra pluriscomunicato, che fortifica la rocca rendendola inespugnabile. Grande razziatore, negli anni successivi egli diventa il terrore della regione, ma grazie alla sua potente influenza inizia lo sviluppo del borgo.
- 1327 Manfredo Landi è signore del castello, grazie a Lodovico il Bavaro.
- 1390 Il vescovo di Bobbio cede il castello al capitano di ventura Jacopo Dal Verme, donazione ratificata da papa Bonifacio IX. Inizia il pressoché ininterrotto dominio dei Dal Verme divenendo poi con Luigi Dal Verme, figlio di Jacopo, conti di Bobbio e Voghera, della val Tidone e Castel San Giovanni; il possesso del castello durerà fino al 1975, anno della donazione al comune del castello e dei terreni circostanti.
- 1987 L'amministrazione comunale inizia il restauro della rocca, gravemente danneggiata da un incendio nel 1944. Il castello è ora stato interamente restituito al pubblico.

## Struttura
Il castello, edificato in pietra, ha una struttura compatta i cui muri hanno uno spessore massimo di quasi 4 m. Costruito su un rilievo a nord dell'abitato permette di spaziare, dall'alto della torre, sull'Oltrepò pavese e la val Tidone fino alla Pianura Padana. Dotato di ricetto fortificato, cappella, scuderie, è composto da una quarantina di stanze divise in un sistema con vari livelli separati, unico nel suo genere, collegati da varie scale interne secondarie.
Dalla terrazza e dalla torre si gode il panorama del territorio circostante: le campagne, i boschi, le colline con gli altri castelli della zona: castello di Verde, castello di Montalto Pavese, castello di Torre degli Alberi (Ruino), castello di Pietragavina, castello di Rocca de' Giorgi. Una miglior visuale era assicurata, a scopo difensivo, da altre torri d'avvistamento, adesso perdute.
L'imponente rocca sovrasta il borgo antico abbarbicato sulla collina, che una volta era completamente priva di vegetazione per consentire ai difensori del maniero di avvistare ogni malintenzionato. Oggi invece il verde che attornia il castello è un'area protetta, un Parco Locale di Interesse Sovracomunale Archiviato il 31 gennaio 2018 in Internet Archive. di circa 79 ettari.
Il ricetto fortificato era sede di una delle principali scuole di guerra di tutta l'Europa, fondata da Jacopo Dal Verme in quello che poi sarebbe divenuto il cardine dello Stato Vermesco.

## Museo
Ospita all'ultimo piano il Museo di Arte contemporanea Giuseppe e Titina Dal Verme, istituito nel 2003.